# ACファクトリー
ACファクトリ－（えーしーふぁくとりー）は日本の劇団。1995年旗揚げ。どこにもない本物のアクションを生の舞台で、芝居の中で魅せようと、「テクニカル・アクション・コメディ」を掲げている。代表：新上博巳。

## 公演作品

### 本公演
1995年：vol.1『ACファクトリー始動』　於：萬(YOROZU)スタジオ　（旗揚げ公演）
1995年：vol.2『Jail ～ジェイル～』　於：スタジオ・エコー
1996年：vol.3『テイク・アウトPRINCESS』　於：萬(YOROZU)スタジオ
1996年：vol.4『BLACK WIND～ブラック・ウィンド～』　於：萬(YOROZU)スタジオ
1996年：vol.5『SELF CHASER～セルフチェイサー ～』　於：萬(YOROZU)スタジオ
1997年：vol.6『R ～アール～』　於：萬(YOROZU)スタジオ
1997年：vol.7『シルバーレクイエム～銀色鎮魂曲～』　於：萬(YOROZU)スタジオ
1998年：vol.8『GO WEST ～ゴー ウエスト～』　於：萬(YOROZU)スタジオ
1998年：vol.9『DAY BREAK～デイ・ブレイク～』　於：萬(YOROZU)スタジオ
1999年：vol.10『ラストジャッジメント～勇者の名の下に ～』　於：シアターサンモール
1999年：vol.11『THE MASTER』　於：シアターサンモール
2000年：vol.12『GO2 WEST』　於：シアターサンモール
2000年：vol.13『PARADISE～パラダイス ～』　全労災＋(株)スペース・ゼロ提携公演
2001年：vol.14『MOON～ムーン～』　於：シアターサンモール
2001年：vol.15『ARAHAN ～アラハン～』　於：シアターサンモール
2002年：vol.16『Doubt? ～ダウト？～』　於：シアターサンモール
2002年：vol.17『MONE￥ ～マネー～』　於：シアターサンモール
2003年：vol.18『Will～遺言書～』　於：シアターサンモール
2003年：vol.19『Doubt? ～ダウト？～』　於：シアターサンモール
2004年：vol.20『Teacher ～ティーチャー～』　於：シアターサンモール
2005年：vol.21『FINAL COUNT DOWN～ファイナル カウント ダウン ～』　於：シアターサンモール
2005年：vol.22『抗菌バスターZ』　於：シアターサンモール
2007年：vol.23『THE MASTER～Back again ～』　於：シアターサンモール
2007年：vol.24『抗菌バスターZ リターンズ』　於：シアターサンモール
2008年：vol.25『蒼の残光～BLUE AFTERGLOW～』　於：シアターサンモール
2009年：vol.26『抗菌バスターZ3　チェンジ』　於：シアターサンモール
2013年：vol.27『太陽なんか怖くないThe Hotel Van Van Pu』　於：シアターサンモール
2014年：vol.28『Doubt?』　於：シアターサンモール
2015年：vol.29『Teacher』　於：シアターサンモール
2016年：vol.30『Ｋｉｌｌ ～新撰組がキルっ！？～』　於：シアターサンモール
2018年：vol.31『僕らはZOOっと生きている。』　於：シアターサンモール

### 番外公演
2001年：番外公演1『Let's Try!!～レッツ トライ～』　於：劇場MOMO
2002年：番外公演2『ローラースルーゴーゴー』　於：pamplemousse
2004年：特別公演1『Hotel Van-Van-Pu～ホテル ヴァン・ヴァン・プウ～』　於：萬(YOROZU)スタジオ
2004年：特別公演2　プリンセス天功プロデュース『HYPER GO WEST』　於：銀座博品館劇場
2006年：特別公演3　GO WEST外伝『花果山～KAKAZAN～』　於：萬(YOROZU)スタジオ
2006年：特別公演4　ファーストコネクションプロデュース『URASHIMA』　於：シアターサンモール
2007年：特別公演5　柴貴正プロデュース『侃々諤々 今夜、話せば長くなる。』　於：劇場MOMO
2008年：番外公演3『ヤマ魂 ～YAMATAMA 2016～』　於：ザ・ポケット
2009年：番外公演4『マジシャンズ11～Majician's Eleben～』　於：劇場MOMO
2010年：15周年特別記念公演 第1弾『あらはん ～ARAHAN～』　於：ザ・ポケット
2010年：15周年特別記ｋ念公演 第2弾『アラハン ～ARAHAN～』　於：シアターサンモール
2011年：ACファクトリー女子会シリーズ　第2弾『KONKATSU道 ～コンカツドウ～』　於：劇場MOMO
2011年：AC factory Produce『リバースヒストリカ』　於：シアターサンモール

## 役者

### 現在の所属（五十音順）

#### 俳優
- 石井真一朗
- 佐藤優
- 新上博巳
- 新田将司

#### 女優
- 鯵坂万智子
- 大口与枝
- 小川華菜
- 菅野真紀

### かつて所属していた俳優（五十音順）

#### 俳優
- 石倉良信
- 富田昌則

#### 女優
- 秋元佐和紀

### 主な客演出演（五十音順）
- 石井紀行
- 加藤良輔
- 清水一哉
- 進藤学
- 杉口秀樹
- 田井和彦
- 直井よしたか
- 永嶋美佐子
- 中村浩二
- 狭間鉄
- 半田佳子
- 水野江莉花
- 宮村優子
- 村井良大

#### 早稲田大学文化資源データベース内演劇上演記録データベース
1. ↑  “パラダイス”. 演劇上演記録データベース.   早稲田大学文化資源データベース. 2021年9月7日閲覧。
2. ↑  “マネー”. 演劇上演記録データベース.   早稲田大学文化資源データベース. 2021年9月7日閲覧。
3. ↑  “Let’s Try！”. 演劇上演記録データベース.   早稲田大学文化資源データベース. 2021年9月7日閲覧。